# تل حليف
تل حليف هو كيبوتس في جنوب فلسطين. تقع على بعد حوالي 20 كم شمال بئر السبع وتغطي 33000 دونم وتخضع لسلطة مجلس بني شمعون الإقليمي. في عام 2019 كان عدد سكانها 567.

## علم الآثار
ازدهرت مستوطنة تل حليف القديمة في زمن مصر القديمة. كان موقعًا مساحته 7 أفدنة، وكان مأهولًا من العصر النحاسي. أيضًا، تم العثور على بقايا مهمة من العصر البرونزي المبكر. خلال العصر البرونزي المتأخر، تم اكتشاف «مبنى سكني» مصري. كانت هذه هي الفترة المقابلة للإمبراطورية المصرية، مع وجود العديد من المواقع المماثلة الأخرى الموجودة في هذه المنطقة.
تم اكتشاف اكتشافات مهمة خلال أعمال التنقيب عام 1994 في «موقع الصوامع» في منطقة ناحال تلاه. تم العثور على بقايا المباني المصرية البدائية وأوائل الأسرات وأواني فخارية. كما تم العثور على ختم من الصلصال وشققة عليها رمز السرخ للملك المصري نعرمر من الأسرة المصرية الأولى.